# 日野流北小路家
北小路家（きたこうじけ）は、藤原北家日野流の公家・華族の家。公家としての家格は名家、華族としての家格は子爵家。

## 概要
江戸時代中期の中務大輔三室戸誠光の次男の徳光を祖とし、江戸時代の家禄は蔵米30石。
明治維新後の明治2年（1869年）華族制度の発足とともに旧公家として華族に列し、明治14年（1884年）7月7日の華族令の施行で華族が五爵制になると同8日に大納言直任の例がない旧堂上家として随光が子爵に叙せられた。随光は神祇官判事、神祇大祐、神宮大宮司、明宮嘉仁親王祗候などを歴任した。2代子爵資武は宮内省勤務を経て実業家として活躍した。彼は柳原白蓮（燁子）の最初の夫であり、2人の間に功光が生まれた。功光は昭和期に小説家、歌人、美術史家として著名になった。
日野流北小路子爵家の邸宅は昭和前期に東京市中野区西町にあった。